# Eric Clive Pegus Plant
Eric Clive Pegus Plant CB, OBE, DSO & Bar, avstralski general, * 23. april 1890, † 17. maj 1950.

## Življenjepis
Rodil se je častniku Charlesu Fredericu Plantu in tudi sam nadaljeval družinsko tradicijo vojaške službe. Sprva je služil pri kadetih, nato pa marca 1908 kot častnik vstopil v 9. pehotni polk. Decembra 1912 je bil premeščen v Administrativni in izobraževalni štab pri Stalnih vojaških silah; naslednje leto je postal adjutant 15. lahkokonjeniškega polka, s katerim je bil 15. avgusta 1914 dodeljen Avstralski imperialni sili (AIF). Pri tem je postal mlajši pribočnik poveljnika 1. divizije AIF generalmajorja Williama Bridgesa.
Marca 1915 je postal pomočnik adjutanta 9. bataljona AIF, s katerim se je udeležil bitke za Galipoli; 26. aprila, na drugi dan izkrcanja, je bil povišan v stotnika. 3. junija je bil ranjen, 12. julija se je vrnil na fronto in septembra istega leta je bil evakuiran na Malto ter nato v Anglijo na okrevanje, saj je zbolel za enterično mrzlico. Ko je ozdravel, se je vrnil v Egipt in bil nato marca 1916 poslan na zahodno fronto kot major 6. brigade AIF. Tu se je ponovno izkazal v bojih, tako da je bil julija 1917 premeščen v štab 4. avstralske divizije.
Po koncu vojne je bil dodeljen štabu Repatriacijskega in demobilizacijskega oddelka Avstralske kopenske vojske; maja 1920 je bil povišan v začasnega podpolkovnika. Julija istega leta se je vrnil v Avstralijo in 10. septembra je bila njegova zadolžitev pri AIF končana. 1. oktobra je bil dodeljen Štabnemu korpusu s činom majorja. Tako je bil poslal na izobraževanje na Štabni kolidž, Camberley (1921–1922), po vrnitvi pa je postal štabni častnik s činom začasnega polkovnika v Generalštabu Avstralske kopenske vojske. Januarja 1924 je postal predavatelj na Kraljevem vojaškem kolidžu, Duntroon, kjer je ostal do dodelitve vojni pisarni v Londonu; leta 1927 se je vrnil v Avstralijo, kjer je od leta 1929 služil v štabu 1. konjeniške divizije in nato od leta 1933 v štabu 11. mešane brigade. Marca 1937 je postal direktor vojaškega usposabljanja v Generalštabu Avstralske kopenske vojske, kjer je bil julija istega leta povišan v brevetnega polkovnika. Oktobra 1939 je postal komandant Kraljevega vojaškega kolidža, Duntroon, pri čemer je bil povišan v začasnega brigadirja.
Po izbruhu druge svetovne vojne je bil 1. julija 1940 dodeljen novoustanovljeni AIF in bil postavljen za poveljnika 24. pehotne brigade, s katero je decembra istega leta odplul na Bližnji vzhod. 5. marca 1941 pa je postal poveljnik zaledja AIF s činom začasnega generalmajorja. 23. junija je bil vrnjen na prejšnji čin in bil imenovan za poveljnika 25. pehotne brigade, katero je vodil v zadnji fazi sirijske kampanje. Januarja 1942 je v Avstraliji prevzel poveljstvo Zahodnega poveljstva, s činom začasnega generalmajorja. Aprila istega leta je bil imenovan za poveljnika linij komunikacijskega področja v Victorii in od septembra 1943 v Novem Južnem Walesu. 6. avgusta 1946 je bil upokojen.